# Nocera Superiore
Nocera Superiore är en ort och kommun i provinsen Salerno i regionen Kampanien i Italien. Kommunen hade 24 369 invånare (2017).